# アルフォンソ・マルティネス
アルフォンソ・マルティネス・ゴメス(Alfonso Martínez Gómez、1937年1月24日 - 2011年4月17日）は、スペインのバスケットボール選手。アラゴン州サラゴサ県サラゴサ出身。ポジションはセンター。
1953年にFCバルセロナでデビューし、引退する1976年までスペイン国内のチームで活躍した。1961年から1969年まではスペイン代表に選出され、欧州選手権やローマオリンピック、メキシコシティオリンピックなどに出場している。